# Altentrüdingen

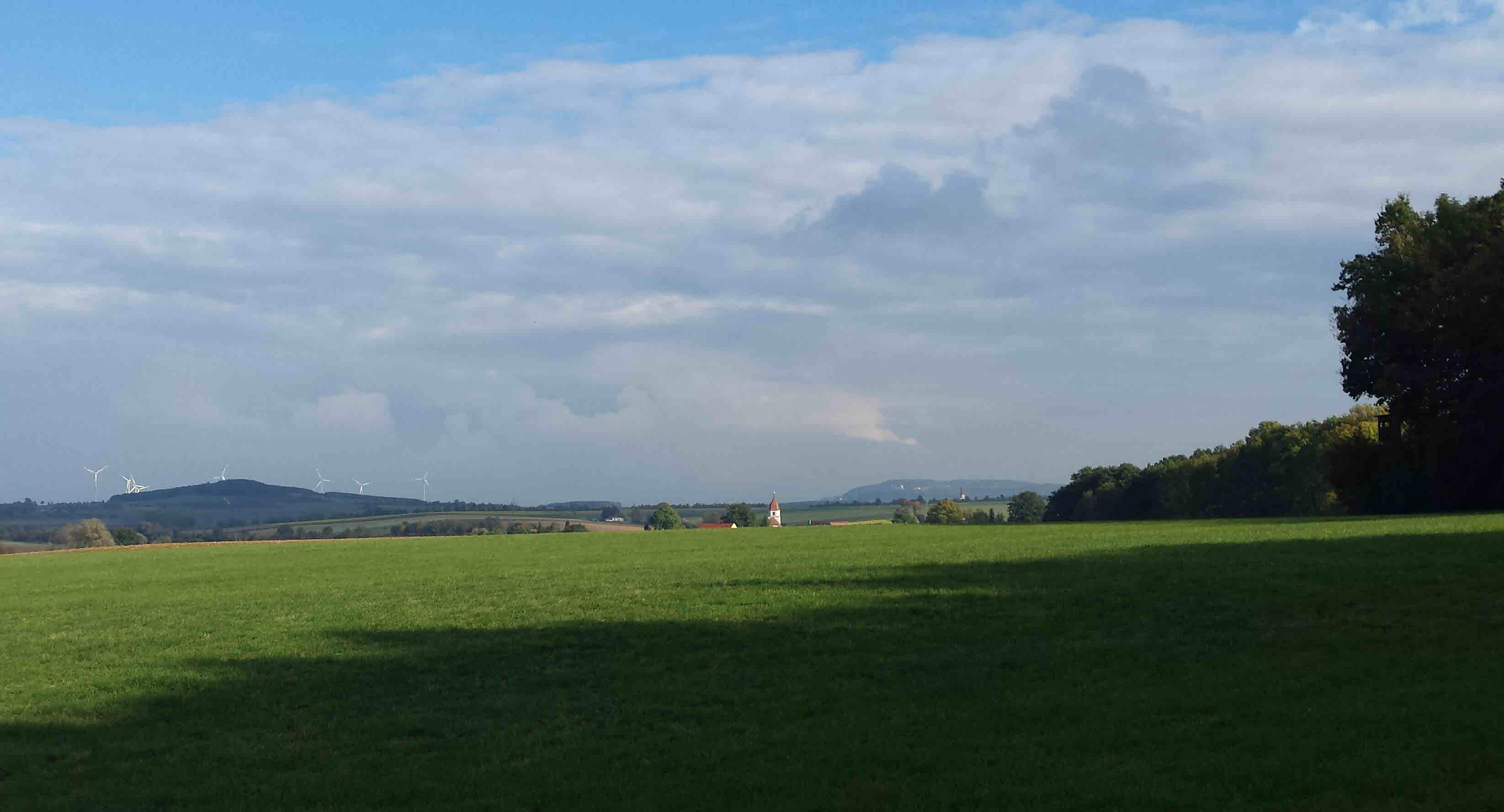
Hinter Altentrüdingen erhebt sich der Höhenzug des Hahnenkamms. Zu sehen Schloss Spielberg.

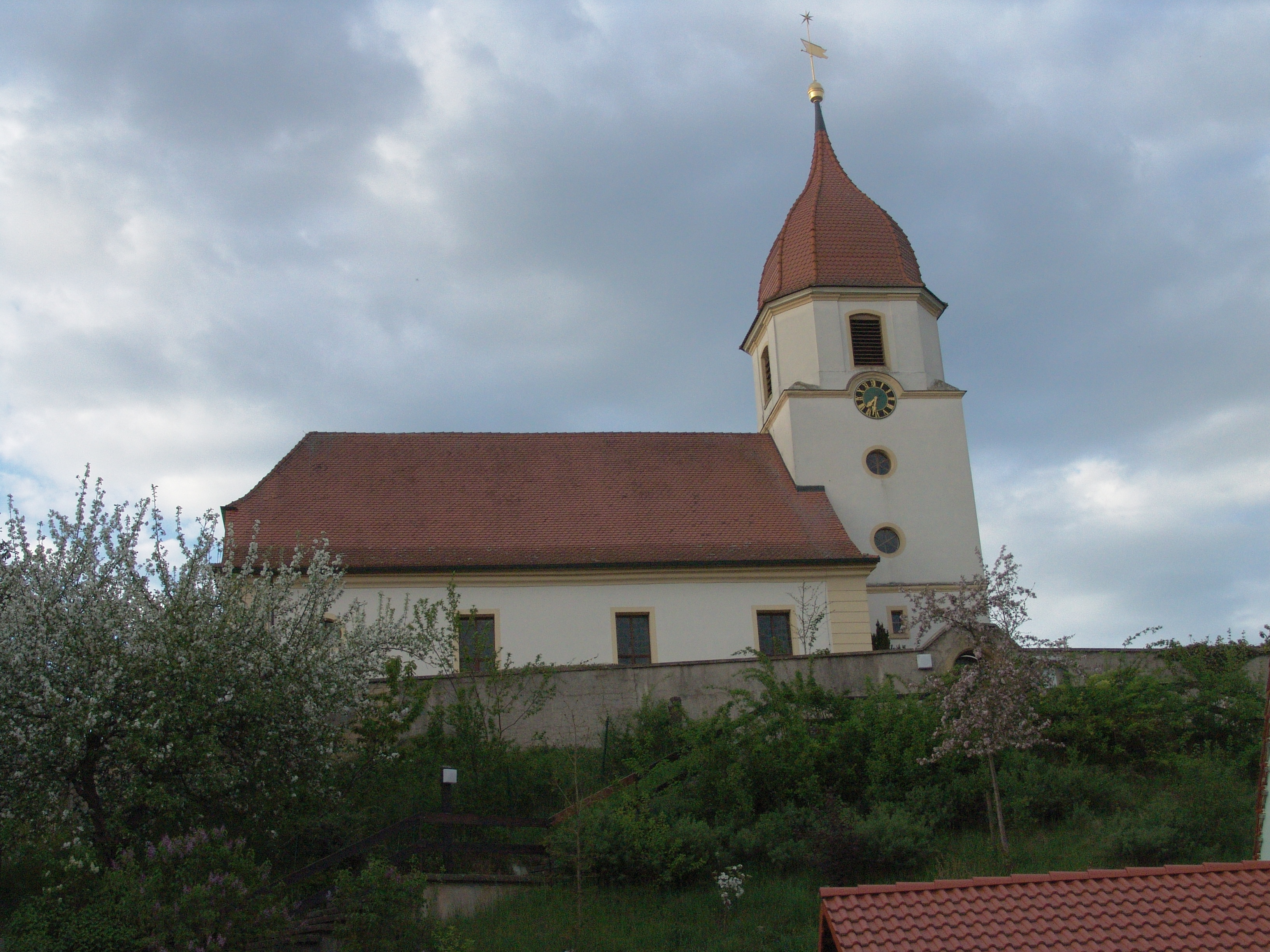
St. Nikolaus und Theobald

Altentrüdingen ist ein Gemeindeteil der Stadt Wassertrüdingen im mittelfränkischen Landkreis Ansbach in Bayern. Die Gemarkung Altentrüdingen hat eine Fläche von 5,511 km². Sie ist in 469 Flurstücke aufgeteilt, die eine durchschnittliche Fläche von 11.749,51 m² haben. In ihr liegen neben dem namensgebenden Ort die Gemeindeteile Eisler und die Stockaumühle. In der Gemarkung gibt es 211 Einwohner (Stand März 2023).

## Geografie
Durch das Kirchdorf fließt der Lentersheimer Mühlbach, ein linker Zufluss der Wörnitz. Der Arrabach, Fuchsklingengraben und Bachklingengraben münden dort als linke Zuflüsse des Lentersheimer Mühlbachs und der Espangraben und Schafäckergraben als rechte Zuflüsse. Im Westen liegen die Waldgebiete Zipfelholz und Baudenhart. Ansonsten ist der Ort von Acker- und Grünland mit vereinzeltem Baumbestand umgeben.
Altentrüdingen liegt östlich der Staatsstraße 2221, die nach Unterschwaningen (1,9 km nördlich) bzw. am Fallhaus und dem Schafhof vorbei nach Wassertrüdingen führt (2,8 km südlich). Eine Gemeindeverbindungsstraße führt zur Kreisstraße AN 61 bei Obermögersheim (2 km östlich).

## Geschichte
Der Ort wurde in einer Urkunde, die zwischen 820 und 845 entstand, als „Trutmuntingen“ erstmals schriftlich erwähnt. Das Bestimmungswort des Ortsnamens ist der Personenname Truhtmund mit dem althochdeutsch-germanischen Suffix -ingen (= Kinder, Sippe, Angehörige). In der Urkunde wurde bestätigt, dass die Benediktinerabtei Fulda dort Grundbesitz hatte. Ursprünglich hatte das Geschlecht der Truhendinger dort eine Burganlage (Burg Altentrüdingen), von der heute allerdings nichts erhalten ist.
Das Kloster Heilsbronn wurde 1331 Pfarrpatron von Lentersheim und somit auch der Filialkapelle in Altentrüdingen. Es erhielt mit dem Patronat auch einen Zehntanteil. Die erste Altentrüdinger Kirche wurde 1371 von Franciscus Ainkorn von Walrstain erbaut. Im frühen 16. Jahrhundert wurde Altentrüdingen zur eigenständigen Pfarrei. Von da an wurde die Pfarrstelle nicht mehr vom Kloster Heilsbronn, sondern vom Markgrafen besetzt. Den Zehnten bezog halb das Kloster, halb der Bischof von Eichstätt, der jedoch keine Untertanen im Orte hatte.
Nach dem Dreißigjährigen Krieg wanderten zahlreiche Glaubensflüchtlinge aus Österreich zu, die hier eine neue Heimat fanden und den Wiederaufbau der Region vorantrieben.
An der Stelle der Burganlage steht seit 1773 die Markgrafenkirche, die nach den Plänen von Johann David Steingruber errichtet wurde.
Der Mühlbach war die Fraischgrenze in Altentrüdingen. Östlich des Mühlbachs war das ansbachische Oberamt Wassertrüdingen zuständig, westlich des Mühlbachs das ansbachische Oberamt Hohentrüdingen. Die Dorf- und Gemeindeherrschaft hatte das Kastenamt Hohentrüdingen. Gegen Ende des 18. Jahrhunderts gab es in Altentrüdingen 67 Anwesen. Außerdem gab es eine Kirche, ein Pfarrhaus, ein Schulhaus und ein Gemeindehirtenhaus. Grundherren waren
- ansbachische Ämter (47 Anwesen; Verwalteramt Heidenheim: 1 Ganzhof zur Hälfte, 1 Höflein zur Hälfte, 1 Wirtschaft, 4 Sölden, 2 Halbsölden, 1 Söldenhaus, 2 Halbhäuser; Kastenamt Hohentrüdingen: 1 Ganzhof zur Hälfte, 1 Höflein zur Hälfte, 2 Sölden, 3 Häuslein, 1 Flurhaus, 1 halbes Hirtenhaus, 5 ganze und 2 halbe Lehengüter jeweils zur Hälfte; Verwalteramt Solnhofen: 1 Meierhof, 1 Ganzhof, 1 Hube, 5 ganze und 2 halbe Lehengüter jeweils zur Hälfte; Kastenamt Wassertrüdingen: 3 Güter, 2 Halbhäuser; Verwalteramt Röckingen: 1 Schmiede, 6 Güter, 1 Gütlein, 2 Häuser, 2 Halbhäuser; Bürgermeister und Rat Wassertrüdingen: 1 Anwesen)
- die Pfarrei Altentrüdingen (12 Anwesen: 2 Güter, 2 Söldengüter, 4 Häuser, 4 Halbhäuser)
- die Pfarrei Wassertrüdingen (1 Gut)
- das Herzogtum Württemberg (Oberamt Weiltingen: 2 Häuser)
- das Fürstentum Oettingen-Spielberg (Oberamt Oettingen: 2 Sölden)
- das Hochstift Eichstätt (Vogtamt Cronheim: 1 Söldengütlein, 1 Mühle)
- Freieigen (1 Gut).[9][10] Von 1797 bis 1808 unterstand der Ort dem Justiz- und Kammeramt Wassertrüdingen.[11]

1806 kam Altentrüdingen an das Königreich Bayern. Infolge des Gemeindeedikts wurde der Ort 1809 dem Steuerdistrikt Wassertrüdingen zugeordnet. Zugleich wurde die Ruralgemeinde Altentrüdingen gebildet, zu der Eisler und die Stockaumühle gehörten. Sie war in Verwaltung und Gerichtsbarkeit dem Landgericht Wassertrüdingen zugeordnet und in der Finanzverwaltung dem Rentamt Wassertrüdingen (1919 in Finanzamt Wassertrüdingen umbenannt, 1932–1973 Finanzamt Gunzenhausen, seit 1973 Finanzamt Ansbach). Die Verwaltung übernahm 1862 das neu geschaffene Bezirksamt Dinkelsbühl (1939 in Landkreis Dinkelsbühl umbenannt). Die Gerichtsbarkeit blieb beim Landgericht Wassertrüdingen (1879 in Amtsgericht Wassertrüdingen umbenannt), von 1956 bis 1970 war das Amtsgericht Gunzenhausen zuständig und von 1970 bis 1973 das Amtsgericht Dinkelsbühl, das seit 1973 eine Zweigstelle des Amtsgerichtes Ansbach ist. Mit der Auflösung des Landkreises Dinkelsbühl im Jahr 1972 kam Altentrüdingen an den Landkreis Ansbach. Die Gemeinde hatte 1964 eine Gebietsfläche von 5,500 km².
Im Zuge der Gebietsreform in Bayern wurde Altentrüdingen am 1. Juli 1971 nach Wassertrüdingen eingemeindet.

### Baudenkmäler
In Altentrüdingen gibt es 13 Baudenkmäler:
- Haus Nr. 12: Zugehörig stattliche massive Scheune, 18. Jahrhundert
- Haus Nr. 13: Ehemaliges Austragshaus, erdgeschossiger Massivbau mit Putzgliederung und Eckpilaster, um 1820/30.
- Haus Nr. 15: Ehemaliges Gasthaus und Brauerei, zweigeschossiger Putzbau mit Satteldach und hoch aufragendem Brauerei-Schornstein auf angebautem Sudhaus, spätes 18. Jahrhundert; ehemalige Zehntscheune, verputzter Massivbau mit Satteldach und Fachwerkgiebel, 18. Jahrhundert, im 19. Jahrhundert verlängert; Nebengebäude, schmaler Fachwerkbau mit Satteldach, 19. Jahrhundert
- Haus Nr. 22: Wohnstallhaus, erdgeschossiger verputzter Massivbau mit Satteldach und Zwerchhaus, im Kern 18. Jahrhundert, Umbau bez. 1839; Scheune, massiver verputzter Satteldachbau, im Kern 18. Jahrhundert
- Haus Nr. 39: Ehemaliger Bauernhof, zweigeschossiges verputztes Wohnstallhaus mit Satteldach und Eckgesims, 1. Hälfte 19. Jahrhundert; Scheune, verputzter Massivbau mit Krüppelwalmdach, gleichzeitig.
- Haus Nr. 44: Austragshäuschen, kleines traufständiges Wohnhaus, Mitte 19. Jahrhundert
- Haus Nr. 50: Ehemalige evangelisch-lutherische Pfarrkirche, verputzter Saalbau mit ausgewiesenem Ostturm, Neubau von Johann David Steingruber unter Einbeziehung mittelalterlicher Bauteile, 1773; mit Ausstattung; Friedhofsmauer.
- Haus Nr. 52: Ehemalige Schule, zweigeschossiger Massivbau mit Walmdach, von Johann David Steingruber, 1753, im 19. Jahrhundert verändert.
- Haus Nr. 53: Ehemaliges Pfarrhaus, zweigeschossiger verputzter Massivbau mit Krüppelwalm, von Johann David Steingruber, 1741, um 1800 verändert; Scheune, Massivbau mit Krüppelwalm, 18./19. Jahrhundert; Grundstücksmauer, massiv verputzt.
- Bahnlinie Nördlingen-Pleinfeld: Viadukt der Ludwigs-Süd-Nord-Eisenbahn, einbogig mit Brüstungsmauer, um 1841/49.
- Lentersheimer Mühlbach: Brücke über den Mühlbach, vierbogiger Quaderbau, 18. Jahrhundert, modern verändert.
- Lentersheimer Mühlbach: Brücke über den Mühlbach, zweibogig aus massivem Quaderwerk, 18. Jahrhundert

### Bodendenkmäler
In der Gemarkung Altentrüdingen gibt es sechs Bodendenkmäler.

### Einwohnerentwicklung
Gemeinde Altentrüdingen
| Jahr      | 1818   | 1840   | 1852   | 1855   | 1861   | 1867   | 1871   | 1875   | 1880   | 1885   | 1890   | 1895   | 1900   | 1905   | 1910   | 1919   | 1925   | 1933   | 1939   | 1946   | 1950   | 1952   | 1961   | 1970   |
| Einwohner | 430    | 378    | 379    | 388    | 396    | 396    | 392    | 407    | 394    | 382    | 393    | 385    | 395    | 386    | 373    | 336    | 347    | 343    | 343    | 508    | 484    | 410    | 340    | 237    |
| Häuser    | 70     | 68     |        |        |        |        | 105    |        |        | 80     | 83     |        | 82     |        |        |        | 80     |        |        |        | 81     |        | 84     |        |
| Quelle    | [ 19 ] | [ 20 ] | [ 21 ] | [ 21 ] | [ 22 ] | [ 23 ] | [ 24 ] | [ 25 ] | [ 26 ] | [ 27 ] | [ 28 ] | [ 21 ] | [ 29 ] | [ 21 ] | [ 30 ] | [ 21 ] | [ 31 ] | [ 21 ] | [ 21 ] | [ 21 ] | [ 32 ] | [ 21 ] | [ 14 ] | [ 33 ] |

Ort Altentrüdingen
| Jahr      | 001818 | 001840 | 001861 | 001871 | 001885 | 001900 | 001925 | 001950 | 001961 | 001970 | 001987 | 002006 | 002016 | 002023 |
| Einwohner | 419    | 366    | 382    | 379    | 366    | 380    | 331    | 462    | 325    | 230    | †246   | *193   | *181   | *211   |
| Häuser    | 69     | 66     |        |        | 78     | 80     | 78     | 79     | 82     |        | †65    |        |        |        |
| Quelle    | [ 19 ] | [ 20 ] | [ 22 ] | [ 24 ] | [ 27 ] | [ 29 ] | [ 31 ] | [ 32 ] | [ 14 ] | [ 33 ] | [ 34 ] | [ 35 ] | [ 35 ] | [ 1 ]  |

## Religion
Der Ort ist seit der Reformation evangelisch-lutherisch geprägt und Sitz der Pfarrei St. Nikolaus und Theobald. Die Einwohner römisch-katholischer Konfession sind nach Heilig Geist (Wassertrüdingen) gepfarrt.

## Sonstiges
In dem Dorf verrichtet einer der letzten „Ausscheller“ Bayerns seinen Dienst.